# Challenge of Champions
Le Challenge  of Champions est un tournoi de tennis professionnel masculin joué à Rosemont au début des années 1980 au mois de janvier, en salle sur moquette. Ce tournoi, sur invitation, était un tournoi de préparation pour les Masters qui se disputaient à cette époque au Madison Square Garden à New York la semaine suivante. 
Tout comme le tournoi qu'il précédait, il se jouait en Round Robin au 1er tour, puis 1/2 finales et finale. 

## Palmarès
| Année | Date         | Dotation | Vainqueur     | Finaliste     | Score                   | Nom commercial                        |
| 1984  | 3-8 janvier  | $250,000 | Jimmy Connors | Andrés Gómez  | 6–3, 6–2, 6–1           | Lite Challenge of Champions           |
| 1983  | 4-9 janvier  | $250,000 | Ivan Lendl    | Jimmy Connors | 4–6, 6–4, 7–5, 6–4      | Lite Challenge of Champions           |
| 1982  | 6-11 janvier | $310,000 | Jimmy Connors | John McEnroe  | 6–7, 7–5, 6–7, 7–5, 6–4 | Michelob Light Challenge of Champions |
| 1981  | 7-12 janvier | $310,000 | John McEnroe  | Jimmy Connors | 6–2, 6–4, 6–1           | Michelob Light Challenge of Champions |